# Cestrum nitidum
Cestrum nitidum là loài thực vật có hoa trong họ Cà. Loài này được M.Martens & Galeotti mô tả khoa học đầu tiên năm 1845.